# اولی ترتون
اولی ترتون (انگلیسی: Ollie Turton؛ زادهٔ ۶ دسامبر ۱۹۹۲) بازیکن فوتبال اهل بریتانیا است.
از باشگاه‌هایی که در آن بازی کرده‌است می‌توان به باشگاه فوتبال مارکت درایتون تاون و باشگاه فوتبال کرو آلکساندرا اشاره کرد.